# Saint-Rémy (Dordogne)
Pour les articles homonymes, voir Saint-Rémy.
Saint-Rémy-sur-Lidoire redirige ici.
Saint-Rémy (nom officiel), appelée localement Saint-Rémy-sur-Lidoire, est une commune française située dans le département de la Dordogne, en région Nouvelle-Aquitaine.

## Géographie

### Généralités
Dans le quart sud-ouest du département de la Dordogne, la commune de Saint-Rémy est située en forêt du Landais. C'est une commune rurale qui fait partie de l'aire d'attraction de Montpon-Ménestérol, zonage d’étude défini par l'Insee, qui a remplacé en 2020 l'aire urbaine de Montpon-Ménestérol qui n'incluait pas la commune. Elle est bordée au sud par la Lidoire et son affluent le Tord.
Le petit bourg de Saint-Rémy, traversé par la route départementale (RD) 33, se situe, en distances orthodromiques, sept kilomètres au sud de Montpon-Ménestérol et douze kilomètres au nord de Sainte-Foy-la-Grande.
La commune est également desservie par l'axe principal nord-sud, la RD 708 et à l'ouest par la RD 11.
Dans le sud-ouest, entre Saint-Martin-de-Gurson et Saint-Méard-de-Gurçon, le sentier de grande randonnée 646 traverse le territoire communal sur plus d'un kilomètre.

### Communes limitrophes
Saint-Rémy est limitrophe de six autres communes.
| Montpon-Ménestérol     | Saint-Martial-d'Artenset | Saint-Sauveur-Lalande |
| Saint-Martin-de-Gurson | Saint-Rémy               | Saint-Géraud-de-Corps |
|                        | Saint-Méard-de-Gurçon    |                       |

### Géologie et relief

#### Géologie
Situé sur la plaque nord du Bassin aquitain et bordé à son extrémité nord-est par une frange du Massif central, le département de la Dordogne présente une grande diversité géologique. Les terrains sont disposés en profondeur en strates régulières, témoins d'une sédimentation sur cette ancienne plate-forme marine. Le département peut ainsi être découpé sur le plan géologique en quatre gradins différenciés selon leur âge géologique. Saint-Rémy est située dans le quatrième gradin à partir du nord-est, un plateau formé de dépôts siliceux-gréseux et de calcaires lacustres de l'ère tertiaire.
Les couches affleurantes sur le territoire communal sont constituées de formations superficielles du Quaternaire et de roches sédimentaires datant du Cénozoïque. La formation la plus ancienne, notée e7-g1-S, se compose de molasse du Fronsadais supérieur à faciès sableux dominant (Priabonien supérieur à Rupélien basal continental). La formation la plus récente, notée CF, fait partie des formations superficielles de type colluvions indifférenciées sablo-argileuses et argilo-sableuses. Le descriptif de ces couches est détaillé dans  la feuille « no 805 - Sainte-Foy-la-Grande » de la carte géologique au 1/50 000 de la France métropolitaine, et sa notice associée.

Carte géologique de Saint-Rémy.

#### Relief et paysages
Le département de la Dordogne se présente comme un vaste plateau incliné du nord-est (491 m, à la forêt de Vieillecour dans le Nontronnais, à Saint-Pierre-de-Frugie) au sud-ouest (2 m à Lamothe-Montravel). L'altitude du territoire communal varie quant à elle entre 33 mètres à l'extrême sud-ouest, là où la Lidoire quitte la commune et sert de limite entre celles de Saint-Martin-de-Gurson et Saint-Méard-de-Gurçon, et 111 mètres tout au nord, en limite de Montpon-Ménestérol, à l'ouest du lieu-dit la Picherie.
Dans le cadre de la Convention européenne du paysage entrée en vigueur en France le 1er juillet 2006, renforcée par la loi du 8 août 2016 pour la reconquête de la biodiversité, de la nature et des paysages, un atlas des paysages de la Dordogne a été élaboré sous maîtrise d’ouvrage de l’État et publié en octobre 2020. Les paysages du département s'organisent en huit unités paysagères,. La commune fait partie du Landais, au sein de l'unité de paysage « La Double et le Landais », deux plateaux ondulés, dont la pente générale descend de l'est vers l'ouest. À l'est, les altitudes atteignent ainsi les 200 m pour les plus élevées (206 m au sud de Vallereuil). Vers l'ouest, le relief s’adoucit et les altitudes maximales culminent autour des 100 mètres. Les paysages sont forestiers aux horizons limités, avec peu de repères, ponctués de clairières agricoles habitées.
La superficie cadastrale de la commune publiée par l'Insee, qui sert de référence dans toutes les statistiques, est de 22,26 km2,,. La superficie géographique, issue de la BD Topo, composante du Référentiel à grande échelle produit par l'IGN, est quant à elle de 22,52 km2.

### Hydrographie

#### Réseau hydrographique
La commune est située dans le bassin de la Dordogne au sein du Bassin Adour-Garonne. Elle est drainée par la Lidoire, le Tord, la Bidonne et par divers petits cours d'eau, qui constituent un réseau hydrographique de 28 km de longueur totale,.
La Lidoire, d'une longueur totale de 49,46 km, prend sa source dans la commune de Bosset et se jette en rive droite de la Dordogne en limite de Castillon-la-Bataille et Lamothe-Montravel, face à Mouliets-et-Villemartin,. Elle arrose la commune au sud sur quatre kilomètres et demi, dont quatre kilomètres en trois tronçons lui servent de limite naturelle, face à Saint-Méard-de-Gurçon.
Le Tord, d'une longueur totale de 11,5 km, prend sa source dans la commune de Saint-Géraud-de-Corps et se jette dans la Lidoire en rive droite, en limite de Saint-Géraud-de-Corps et de Saint-Rémy, face à Saint-Méard-de-Gurçon,. Il borde le territoire communal au sud-est sur près de six kilomètres et demi, face à Saint-Géraud-de-Corps.
Autre affluent de rive droite de la Lidoire, la Bidonne prend sa source dans l'est de la commune dont elle traverse le territoire sur sept kilomètres, dont près de deux marquent la limite territoriale au sud-ouest, face à Saint-Martin-de-Gurson.

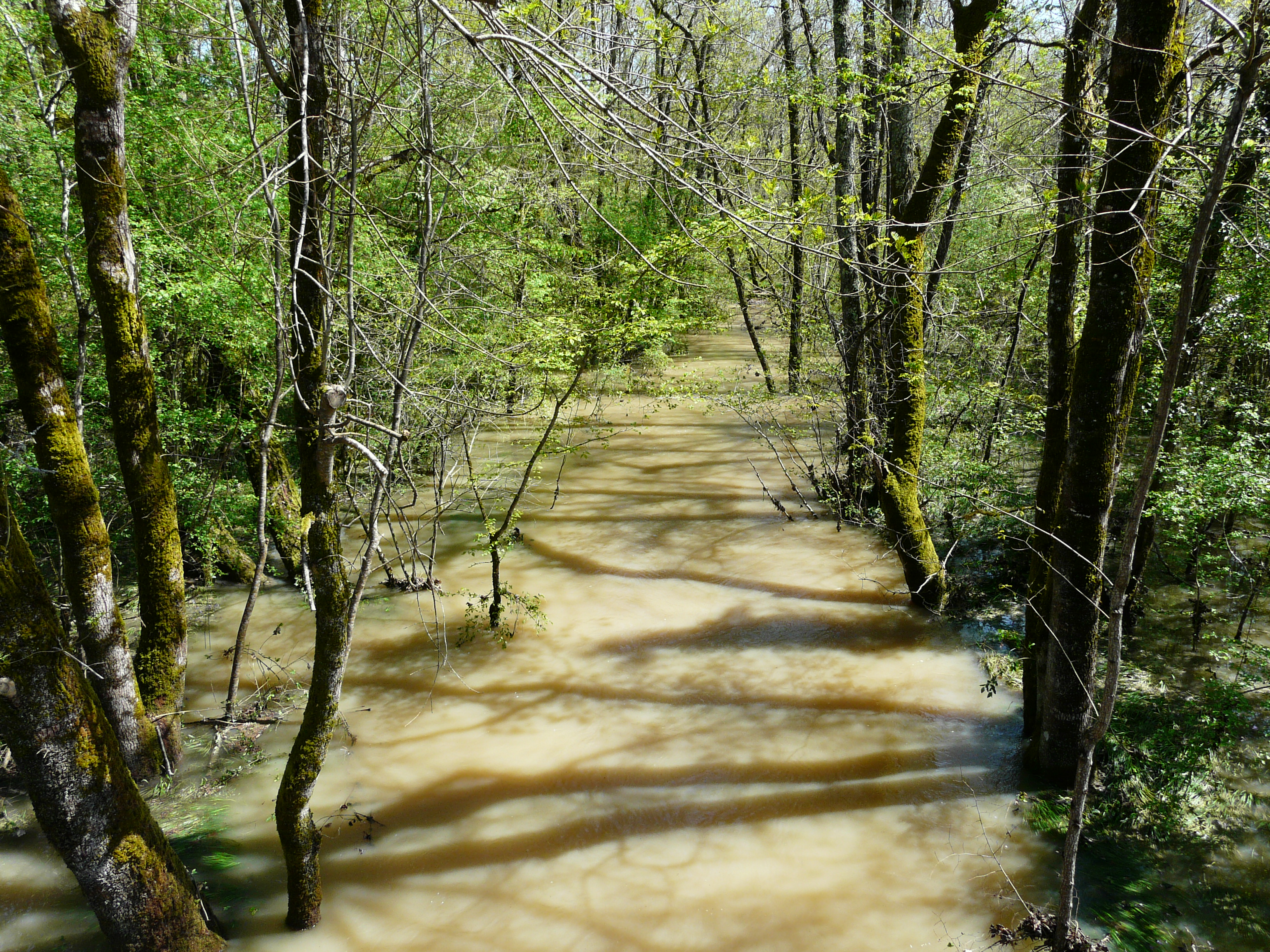
La Lidoire en limites de Saint-Rémy et Saint-Méard-de-Gurçon.
Réseaux hydrographique et routier de Saint-Rémy.
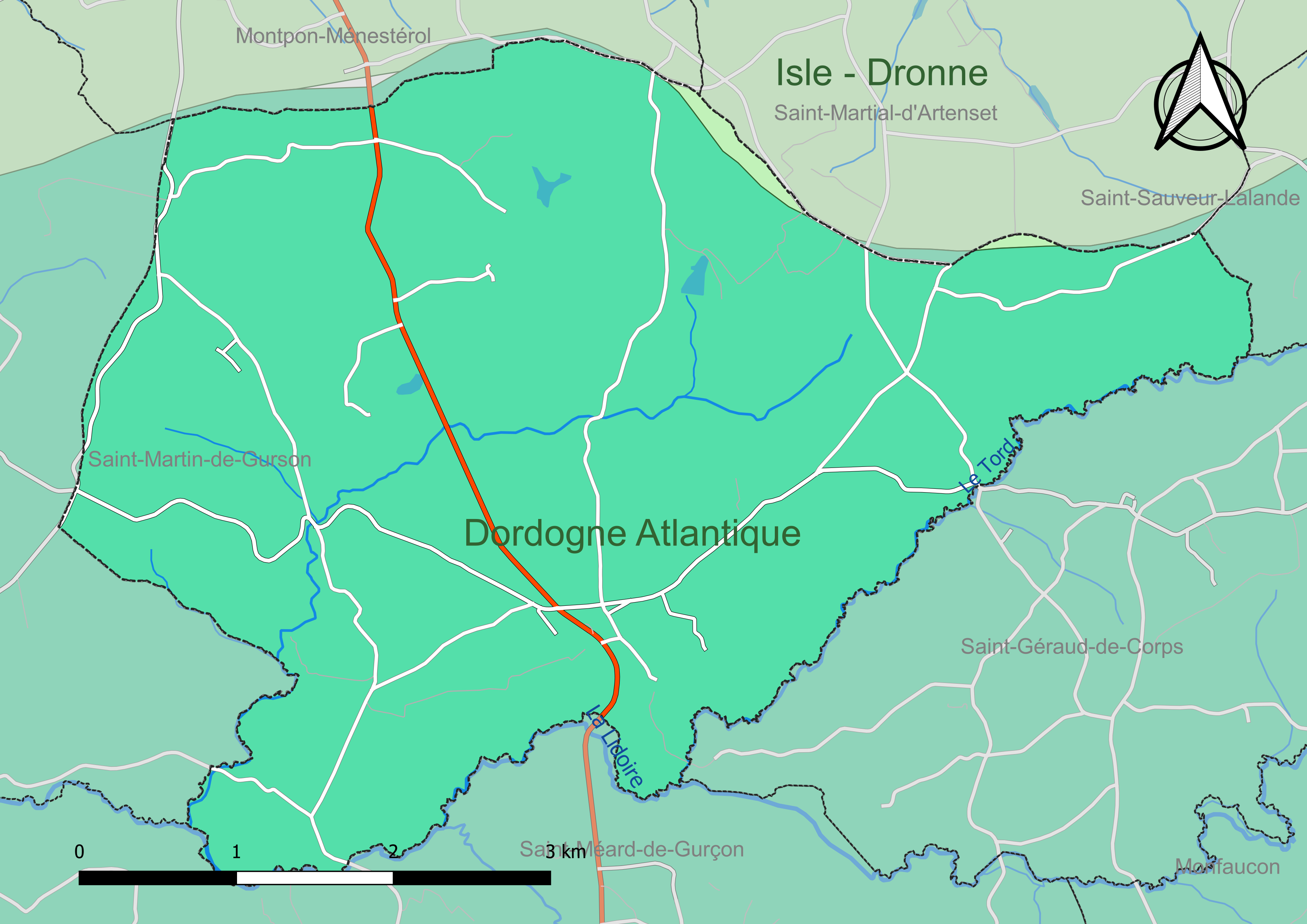
Carte des schémas d'aménagement et de gestion des eaux (SAGE) couvrant le territoire communal de Saint-Rémy.

#### Gestion et qualité des eaux
Le territoire communal est couvert par les schémas d'aménagement et de gestion des eaux (SAGE) « Dordogne Atlantique » et « Isle - Dronne ». Le SAGE « Dordogne Atlantique », dont le territoire correspond au sous‐bassin le plus aval du bassin versant de la Dordogne (aval de la confluence Dordogne - Vézère)., d'une superficie de 2 700 km2 est en cours d'élaboration. La structure porteuse de l'élaboration et de la mise en œuvre est l'établissement public territorial de bassin de la Dordogne (EPIDOR). Le SAGE « Isle - Dronne », dont le territoire regroupe les bassins versants de l'Isle et de la Dronne, d'une superficie de 7 500 km2, a été approuvé le 2 août 2021. La structure porteuse de l'élaboration et de la mise en œuvre est également l'EPIDOR. Ils définissent chacun sur leur territoire les objectifs généraux d’utilisation, de mise en valeur et de protection quantitative et qualitative des ressources en eau superficielle et souterraine, en respect des objectifs de qualité définis dans le troisième SDAGE  du Bassin Adour-Garonne qui couvre la période 2022-2027, approuvé le 10 mars 2022.
La quasi-intégralité du territoire communal dépend du SAGE Dordogne Atlantique. Seules deux petites zone au nord-est, en limite de Saint-Martial-d'Artenset et Saint-Sauveur-Lalande concernent le bassin versant du ruisseau de Boutouyre, affluent de l'Isle et sont donc rattachées au SAGE Isle - Dronne.
La qualité des eaux de baignade et des cours d’eau peut être consultée sur un site dédié géré par les agences de l’eau et l’Agence française pour la biodiversité.

### Climat
Pour des articles plus généraux, voir Climat de la Nouvelle-Aquitaine et Climat de la Dordogne.
Historiquement, la commune est exposée à un climat océanique aquitain.  
En 2020, Météo-France publie une typologie des climats de la France métropolitaine dans laquelle la commune est exposée à un climat océanique et est dans la région climatique  Aquitaine, Gascogne, caractérisée par une pluviométrie abondante au printemps, modérée en automne, un faible ensoleillement au printemps, un été chaud (19,5 °C), des vents faibles, des brouillards fréquents en automne et en hiver et des orages fréquents en été (15 à 20 jours).
Pour la période 1971-2000, la température annuelle moyenne est de 12,9 °C, avec  une amplitude thermique annuelle de 15,3 °C. Le cumul annuel moyen de précipitations est de 848 mm, avec 12,1 jours de précipitations en janvier et 6,9 jours en juillet. Pour la période 1991-2020, la température moyenne annuelle observée sur la station météorologique la plus proche, située sur la commune de Port-Sainte-Foy-et-Ponchapt à 11 km à vol d'oiseau, est de 13,8 °C et le cumul annuel moyen de précipitations est de 809,4 mm,. Pour l'avenir, les paramètres climatiques de la commune estimés pour 2050 selon différents scénarios d’émission de gaz à effet de serre sont consultables sur un site dédié publié par Météo-France en novembre 2022.

## Urbanisme

### Typologie
Au 1er janvier 2024, Saint-Rémy est catégorisée commune rurale à habitat très dispersé, selon la nouvelle grille communale de densité à 7 niveaux définie par l'Insee en 2022.
Elle est située hors unité urbaine. Par ailleurs la commune fait partie de l'aire d'attraction de Montpon-Ménestérol, dont elle est une commune de la couronne,. Cette aire, qui regroupe 13 communes, est catégorisée dans les aires de moins de 50 000 habitants,.

### Occupation des sols
L'occupation des sols de la commune, telle qu'elle ressort de la base de données européenne d’occupation biophysique des sols Corine Land Cover (CLC), est marquée par l'importance des forêts et milieux semi-naturels (55,6 % en 2018), en augmentation par rapport à 1990 (52,6 %). La répartition détaillée en 2018 est la suivante : 
forêts (53,1 %), prairies (25,6 %), zones agricoles hétérogènes (11 %), terres arables (5,3 %), milieux à végétation arbustive et/ou herbacée (2,6 %), zones urbanisées (2,5 %). L'évolution de l’occupation des sols de la commune et de ses infrastructures peut être observée sur les différentes représentations cartographiques du territoire : la carte de Cassini (XVIIIe siècle), la carte d'état-major (1820-1866) et les cartes ou photos aériennes de l'IGN pour la période actuelle (1950 à aujourd'hui).

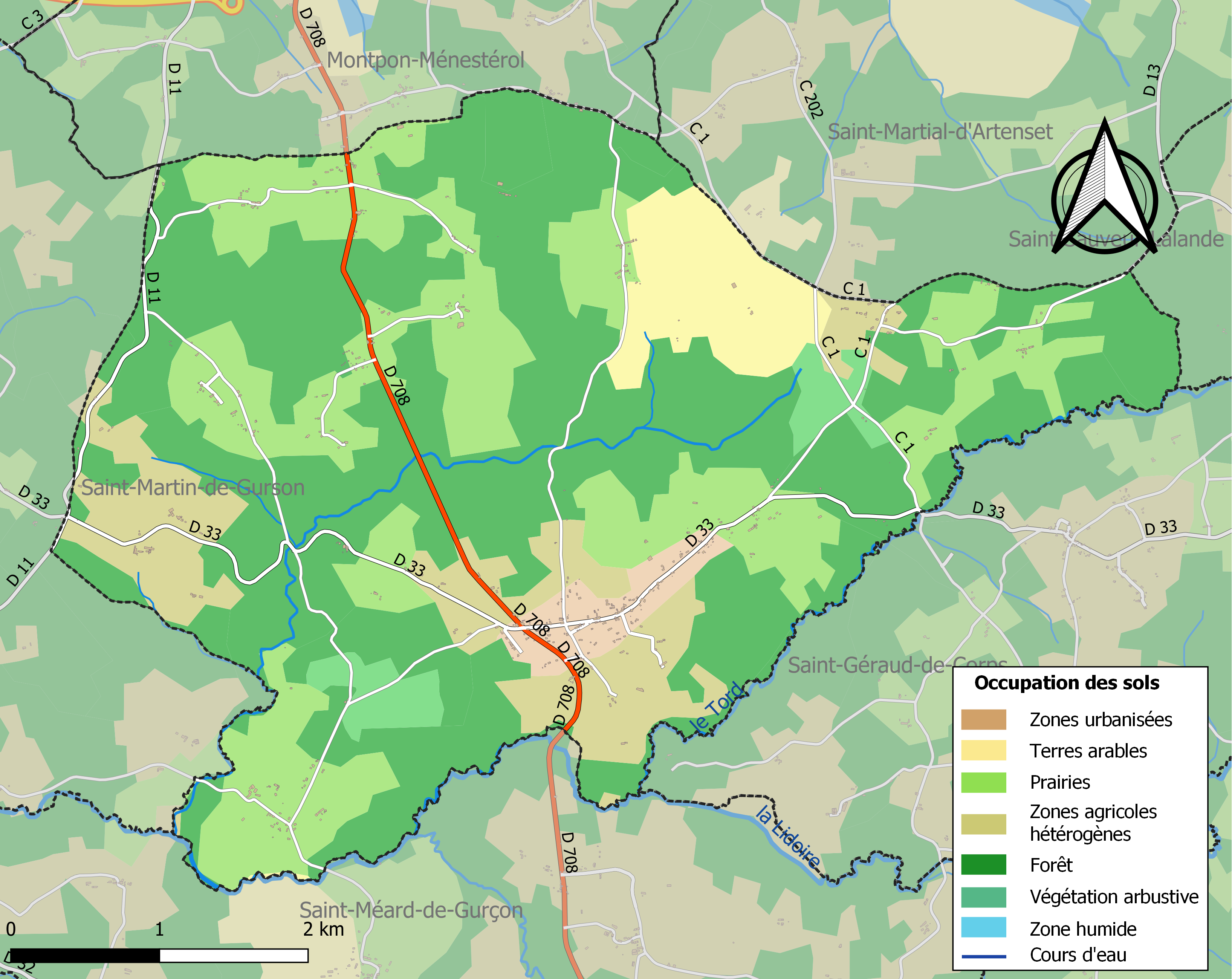
Carte des infrastructures et de l'occupation des sols de la commune en 2018 (CLC).

### Prévention des risques
Le territoire de la commune de Saint-Rémy est vulnérable à différents aléas naturels : météorologiques (tempête, orage, neige, grand froid, canicule ou sécheresse), feux de forêts, mouvements de terrains et séisme (sismicité très faible). Un site publié par le BRGM permet d'évaluer simplement et rapidement les risques d'un bien localisé soit par son adresse soit par le numéro de sa parcelle.
Saint-Rémy est exposée au risque de feu de forêt. L’arrêté préfectoral du 14 mars 2013 fixe les conditions de pratique des incinérations et de brûlage dans un objectif de réduire le risque de départs d’incendie. À ce titre, des périodes sont déterminées : interdiction totale du 15 février au 15 mai et du 15 juin au 15 octobre, utilisation réglementée du 16 mai au 14 juin et du 16 octobre au 14 février. En septembre 2020, un plan inter-départemental de protection des forêts contre les incendies (PidPFCI) a été adopté pour la période 2019-2029,.

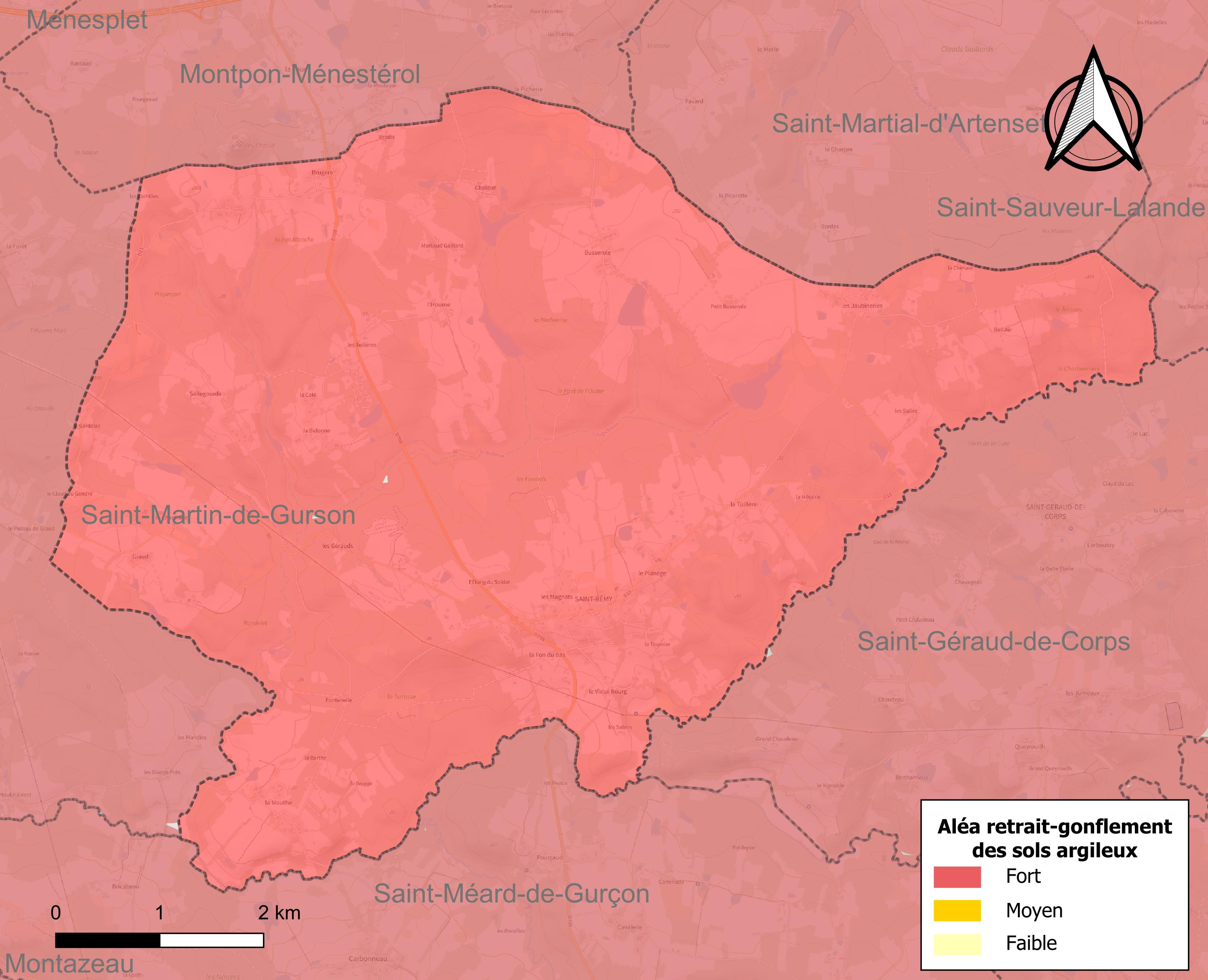
Carte des zones d'aléa retrait-gonflement des sols argileux de Saint-Rémy.

Les mouvements de terrains susceptibles de se produire sur la commune sont des tassements différentiels. Le retrait-gonflement des sols argileux est susceptible d'engendrer des dommages importants aux bâtiments en cas d’alternance de périodes de sécheresse et de pluie. La totalité de la commune est en aléa moyen ou fort (58,6 % au niveau départemental et 48,5 % au niveau national métropolitain). Depuis le 1er octobre 2020, en application de la loi ÉLAN, différentes contraintes s'imposent aux vendeurs, maîtres d'ouvrages ou constructeurs de biens situés dans une zone classée en aléa moyen ou fort,.
La commune a été reconnue en état de catastrophe naturelle au titre des dommages causés par les inondations et coulées de boue survenues en 1982, 1983 et 1999, par la sécheresse en 1989, 1992, 1997, 2005, 2009 et 2011 et par des mouvements de terrain en 1999.

## Toponymie

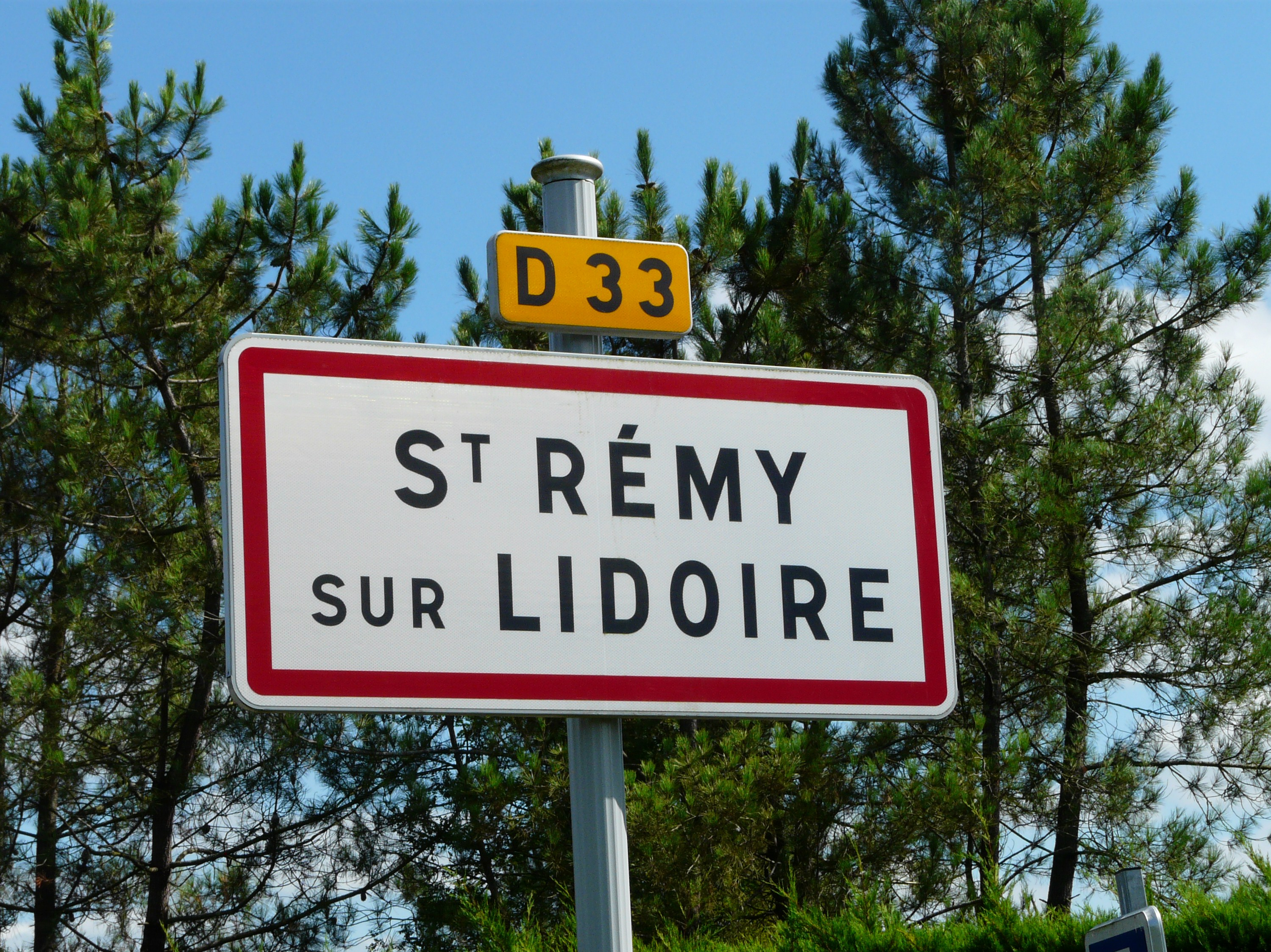
Panneau d'entrée dans le bourg de Saint-Rémy.

Bien que l'appellation officielle de la commune soit « Saint-Rémy », elle est appelée localement « Saint-Rémy-sur-Lidoire ».
En occitan, la commune porte le nom de Sent Remedi.

## Politique et administration

### Rattachements administratifs et électoraux
Dès 1790, la commune de Saint-Rémy, orthographiée Saint Remy dans un premier temps, a fait partie du canton de Saint Meard de Gurson qui dépendait du district de Mussidan jusqu'en 1795, date de suppression des districts. Lorsque ce canton est supprimé par la loi du 8 pluviôse an IX (28 janvier 1801) portant sur la « réduction du nombre de justices de paix », la commune est rattachée au canton de Villefranche-de-Loupchapt — devenu ensuite le canton de Villefranche-de-Lonchat — dépendant de l'arrondissement de Bergerac.
Dans le cadre de la réforme de 2014 définie par le décret du 21 février 2014, ce canton disparaît aux élections départementales de mars 2015. La commune est alors rattachée au canton du Pays de Montaigne et Gurson.

### Intercommunalité
Fin 2001, Saint-Rémy intègre dès sa création la communauté de communes du Gursonnais. Celle-ci est dissoute au 31 décembre 2012 et remplacée au 1er janvier 2013 par la communauté de communes Montaigne Montravel et Gurson.

### Administration municipale
La population de la commune étant comprise entre 500 et 1 499 habitants au recensement de 2017, quinze conseillers municipaux ont été élus en 2020,.

### Liste des maires
| Période                                  | Période      | Identité        | Étiquette | Qualité                                           |
| ---------------------------------------- | ------------ | --------------- | --------- | ------------------------------------------------- |
| Les données manquantes sont à compléter. |              |                 |           |                                                   |
|                                          |              |                 |           |                                                   |
| mars 1971                                | juillet 2020 | Pierre Guérault | SE        | Agriculteur                                       |
| juillet 2020                             | En cours     | Éric Frétillère | DVD       | Agriculteur, conseiller départemental depuis 2021 |

## Équipements et services publics

### Enseignement
À la rentrée scolaire 2023, les communes de Saint-Rémy et de Saint-Martin-de-Gurson font partie d'un regroupement pédagogique intercommunal (RPI). Du cours élémentaire 1re année jusqu'au cours moyen 2e année, les élèves sont scolarisés à Saint-Rémy, à l'école élémentaire Joséphine-Baker,  et les classes de maternelle et de cours préparatoire sont assurées à Saint-Martin-de-Gurson.

### Justice
En 2023, dans le domaine judiciaire, Saint-Rémy relève : 
- du tribunal judiciaire, du tribunal pour enfants, du conseil de prud'hommes et du tribunal de commerce de Bergerac ;
- du pôle Nationalité du tribunal judiciaire de Périgueux (compétent uniquement dans le domaine de la nationalité) ;
- de la cour d'appel, du tribunal administratif et de la  cour administrative d'appel de Bordeaux.

## Population et société

### Démographie
Les habitants de Saint-Rémy se nomment les Saint-Rémois.
L'évolution du nombre d'habitants est connue à travers les recensements de la population effectués dans la commune depuis 1793. Pour les communes de moins de 10 000 habitants, une enquête de recensement portant sur toute la population est réalisée tous les cinq ans, les populations de référence des années intermédiaires étant quant à elles estimées par interpolation ou extrapolation. Pour la commune, le premier recensement exhaustif entrant dans le cadre du nouveau dispositif a été réalisé en 2005.

En 2022, la commune comptait 502 habitants, en évolution de −1,18 % par rapport à 2016 (Dordogne : +0,37 %, France hors Mayotte : +2,11 %).
| 1793 | 1800 | 1806 | 1821 | 1831 | 1836 | 1841 | 1846 | 1851 |
| ---- | ---- | ---- | ---- | ---- | ---- | ---- | ---- | ---- |
| 596  | 451  | 553  | 619  | 707  | 625  | 630  | 636  | 681  |

| 1856 | 1861 | 1866 | 1872 | 1876 | 1881 | 1886 | 1891 | 1896 |
| ---- | ---- | ---- | ---- | ---- | ---- | ---- | ---- | ---- |
| 617  | 616  | 662  | 607  | 615  | 642  | 597  | 564  | 547  |

| 1901 | 1906 | 1911 | 1921 | 1926 | 1931 | 1936 | 1946 | 1954 |
| ---- | ---- | ---- | ---- | ---- | ---- | ---- | ---- | ---- |
| 555  | 582  | 583  | 487  | 508  | 461  | 511  | 494  | 438  |

| 1962 | 1968 | 1975 | 1982 | 1990 | 1999 | 2005 | 2006 | 2010 |
| ---- | ---- | ---- | ---- | ---- | ---- | ---- | ---- | ---- |
| 386  | 359  | 355  | 338  | 358  | 353  | 420  | 427  | 423  |

| 2015 | 2020 | 2022 | - | - | - | - | - | - |
| ---- | ---- | ---- | - | - | - | - | - | - |
| 499  | 504  | 502  | - | - | - | - | - | - |

## Économie

### Emploi
En 2015, parmi la population communale comprise entre 15 et 64 ans, les actifs représentent 238 personnes, soit 47,7 % de la population municipale. Le nombre de chômeurs (trente-deux) a fortement augmenté par rapport à 2010 (dix-huit) et le taux de chômage de cette population active s'établit à 13,4 %.

### Établissements
Au 31 décembre 2015, la commune compte cinquante-trois établissements, dont vingt-huit au niveau des commerces, transports ou services, dix dans l'agriculture, la sylviculture ou la pêche, six dans la construction, six relatifs au secteur administratif, à l'enseignement, à la santé ou à l'action sociale, et trois dans l'industrie.

## Culture locale et patrimoine

### Lieux et monuments
- Église Saint-Rémy[62].

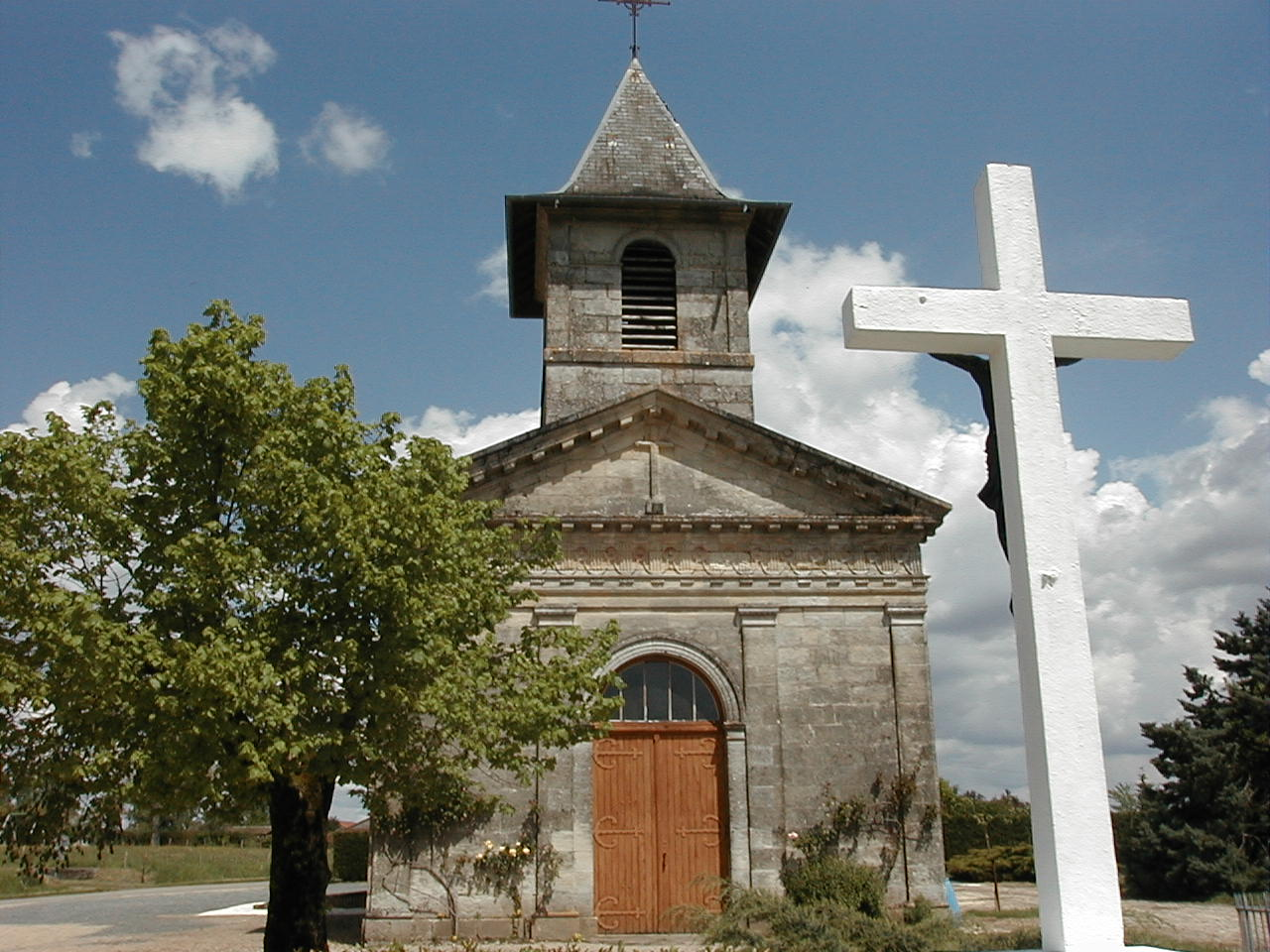
L'église Saint-Rémy.
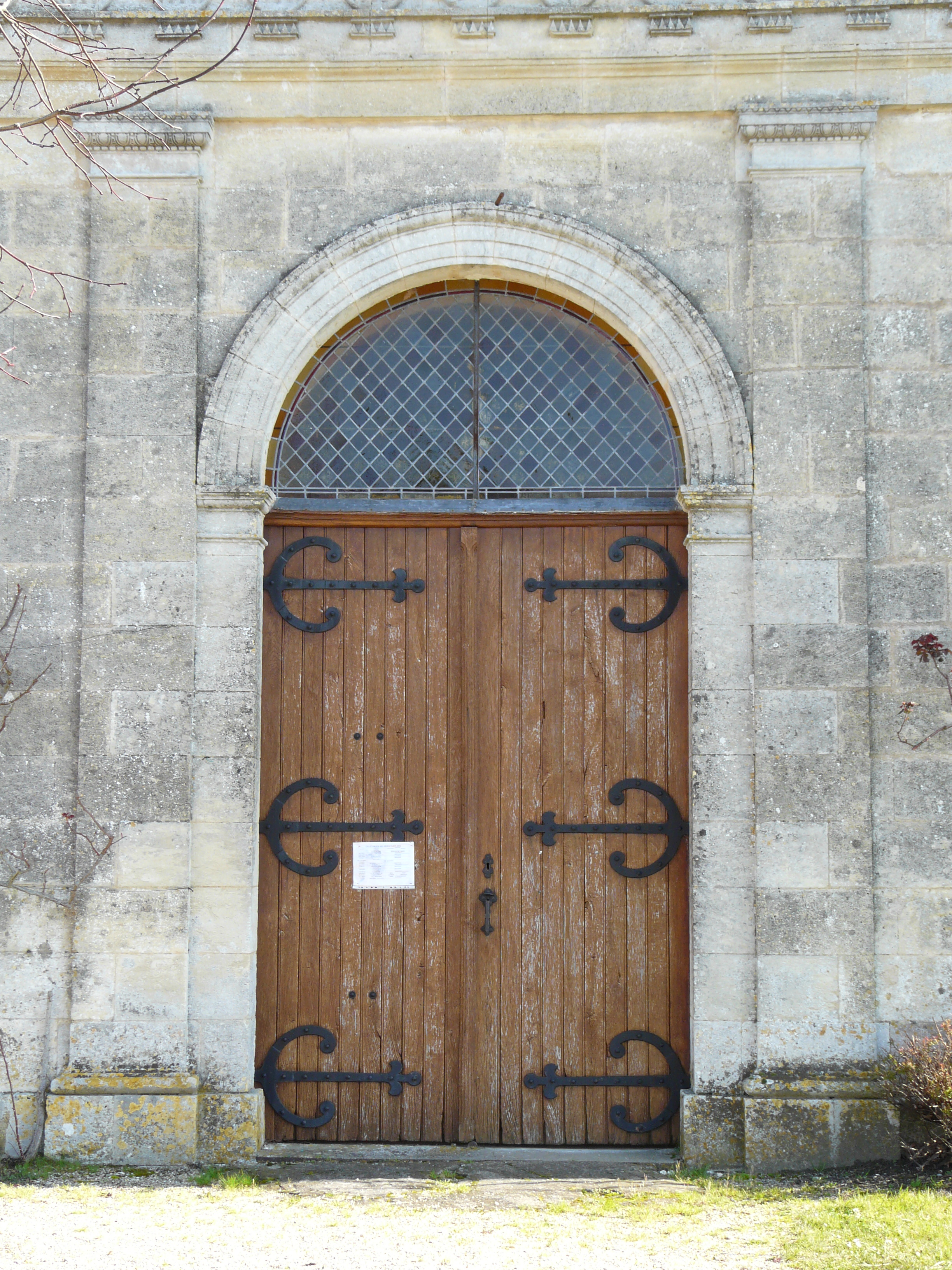
Son portail.
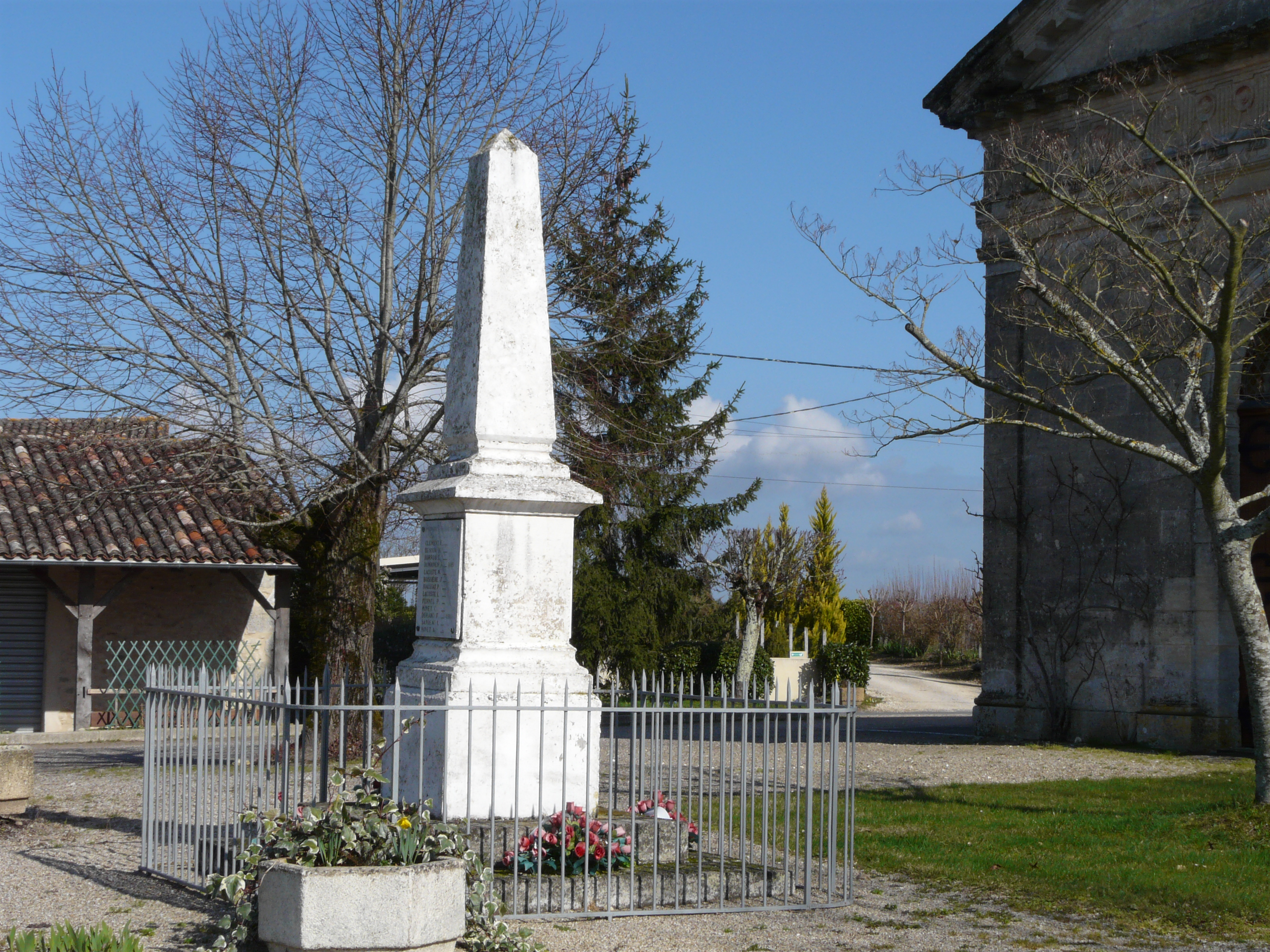
Le monument aux morts.

### Héraldique
| Blason de Saint-Rémy | Blason  | Écartelé au 1) d’or aux trois pals de gueules, au 2) d’or aux deux vaches de gueules colletées et clarinées d’azur, passant l’une sur l’autre, au 3) d’azur au chevron accompagné en chef de deux étoiles et en pointe d’une coquille le tout d’argent, au 4) d’azur aux trois serres d’aigle d’argent posées en barre ; au Lambel de sable, brochant en chef sur le tout chargé dans chacun de ses trois pendants de cinq coquilles d’argent ordonnées 1.1.3. |
| Blason de Saint-Rémy | Détails | Le statut officiel du blason reste à déterminer. |

## Pour approfondir